# Großer Preis von Spanien 2008
Der Große Preis von Spanien 2008 (offiziell Formula 1 Gran Premio de España Telefónica 2008) fand am 27. April auf dem Circuit de Catalunya in Montmeló statt und war das vierte Rennen der Formel-1-Weltmeisterschaft 2008.

## Berichte

### Hintergrund
Nach dem Großen Preis von Bahrain führte Kimi Räikkönen in der Fahrerwertung mit drei Punkten vor Nick Heidfeld und mit fünf Punkten vor Lewis Hamilton, Heikki Kovalainen und Robert Kubica. In der Konstrukteurswertung führte BMW Sauber mit einem Punkt vor Ferrari und mit sechs Punkten vor McLaren-Mercedes.
Es sollte sich als das letzte Rennwochenende für das Super Aguri Team herausstellen.
Mit Felipe Massa, Fernando Alonso und Räikkönen (jeweils einmal) traten drei ehemalige Sieger zu diesem Grand Prix an.

### Training
Im ersten freien Training fuhr Räikkönen die schnellste Runde. Auf dem zweiten Platz lag sein Teamkollege Massa vor Hamilton.
Im zweiten freien Traning fuhr erneut Räikkönen Bestzeit. Zweiter wurde Nelson Piquet jr. im Renault, sein Teamkollege Alonso Dritter.
Im dritten freien Training belegte zum ersten Mal in dieser Saison weder ein Ferrari-Pilot noch ein McLaren-Mercedes-Pilot einen der ersten drei Plätze. Heidfeld wurde vor David Coulthard und Alonso Erster.

### Qualifikation
Das Qualifying bestand aus drei Teilen mit einer Nettolaufzeit von 45 Minuten. Im ersten Qualifying-Segment (Q1) hatten die Fahrer 18 Minuten Zeit, um sich für das Rennen zu qualifizieren. Die besten 16 Fahrer erreichten den nächsten Teil. Räikkönen war Schnellster. Beide Super Aguri, beide Force India, Coulthard und Sebastian Vettel im Toro Rosso schieden aus.
Der zweite Abschnitt (Q2) dauerte 15 Minuten. Die schnellsten zehn Piloten qualifizierten sich für den dritten Teil des Qualifyings. Massa war Schnellster. Beide Honda, beide Williams, Timo Glock und Sébastien Bourdais schieden aus.

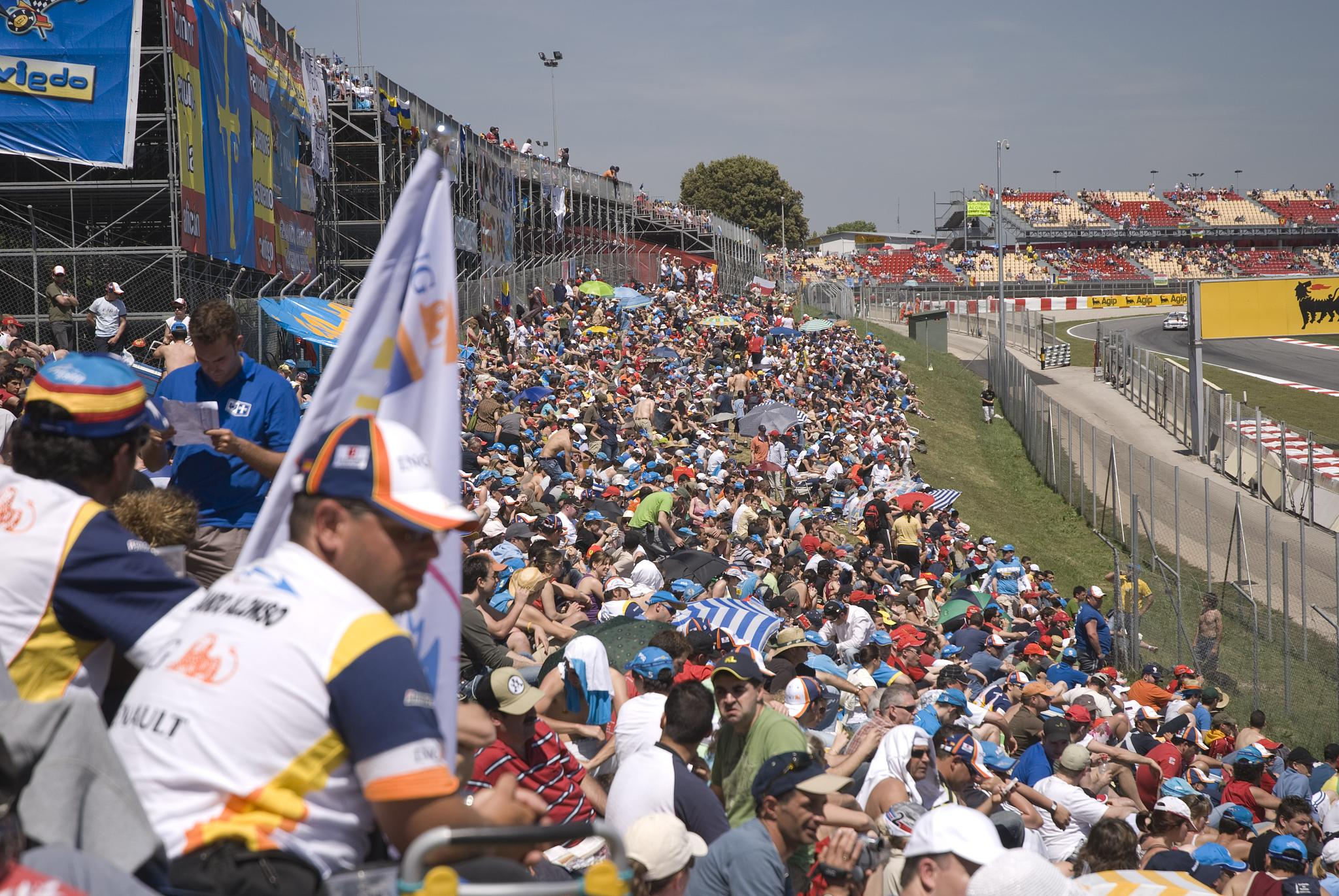
Spanische Fans während des Rennens

Der letzte Abschnitt (Q3) ging über eine Zeit von zwölf Minuten, in denen die ersten zehn Startpositionen vergeben wurden. Räikkönen fuhr mit einer Rundenzeit von 1:21,813 Minuten die Bestzeit vor Alonso und Massa. Es war seine 15. Pole-Position und die 197. Pole-Position für Ferrari.

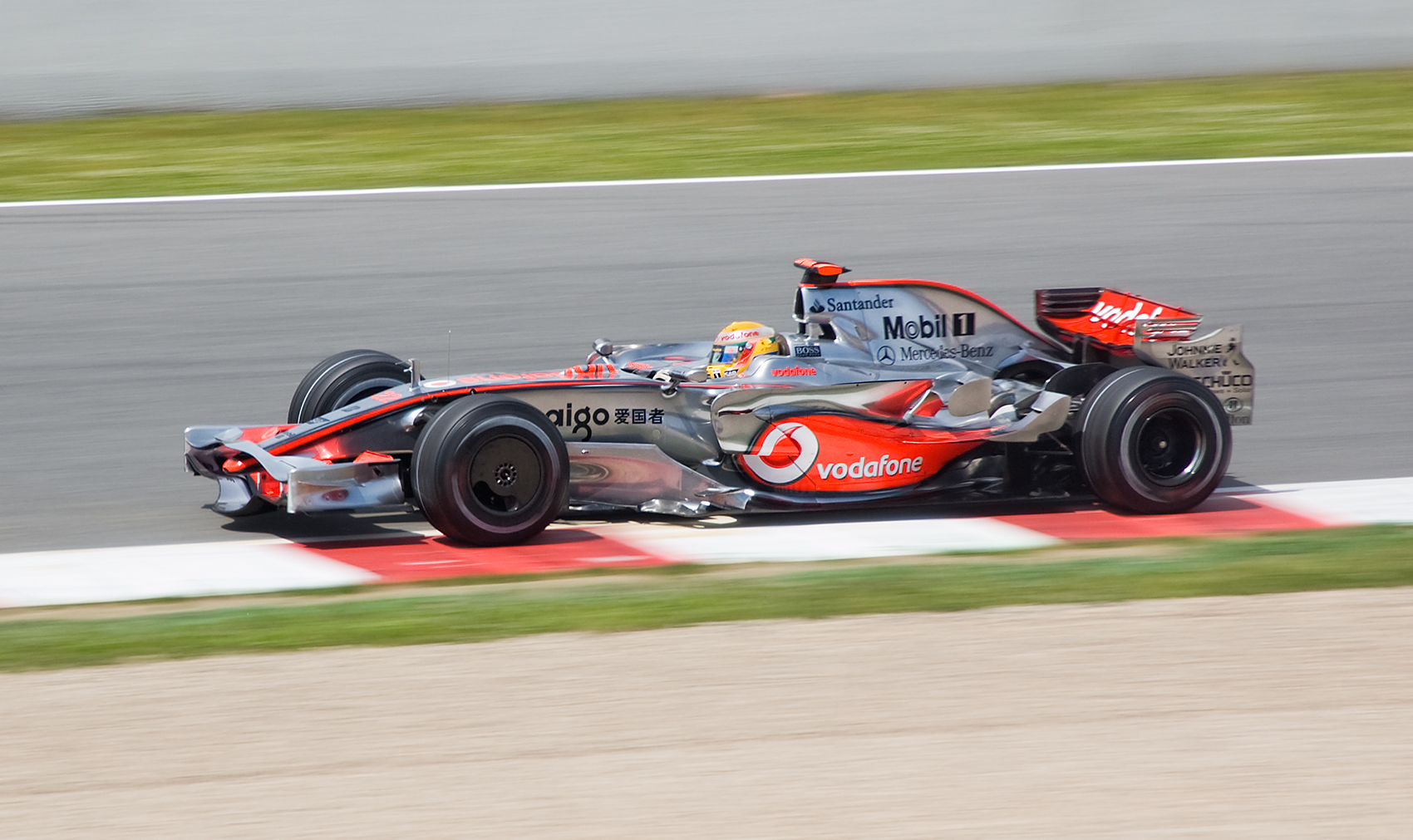
Lewis Hamilton beendete das Rennen als Dritter

### Rennen

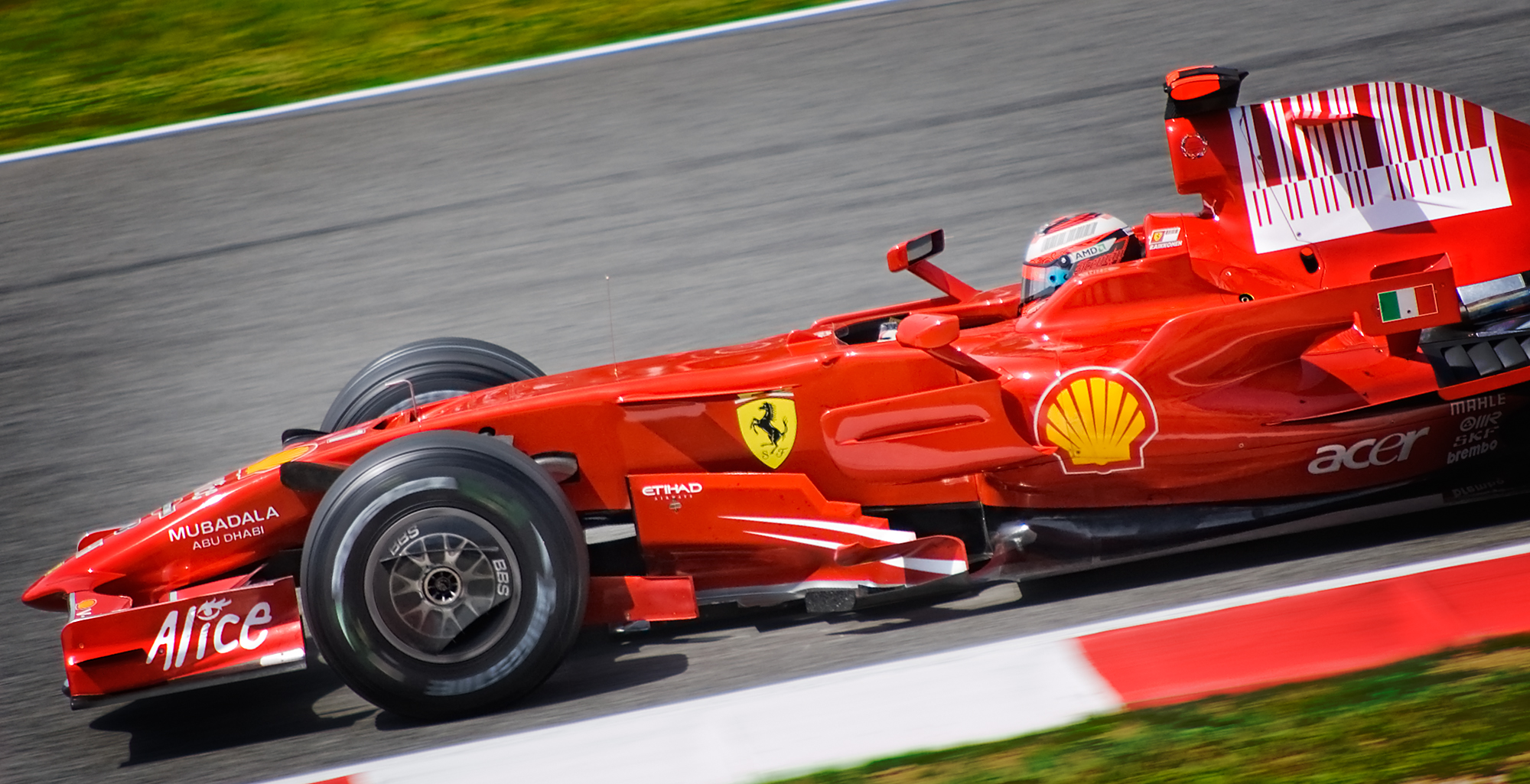
Kimi Räikkönen gewann zum zweiten Mal in seiner Karriere in Spanien

Begonnen hatte das Rennen turbulent, mit einer Safety-Car-Phase gleich zu Beginn, weil Adrian Sutil im Getümmel der ersten Runde David Coulthard attackierte und quer auf der Strecke stand und von Vettel gerammt wurde. Dadurch waren die ersten beiden Deutschen aus dem Rennen. Beim Restart blieb Räikkönen an der Spitze vor Massa und Lokalmatador Alonso.
Das Safety-Car kam ein zweites Mal zum Einsatz: Kovalainen kam in der 22. Runde in einer über 200 km/h schnellen Rechtskurve von der Strecke ab und krachte in relativ frontalem Winkel in die Reifenstapel. Schuld war ein Reifendefekt gewesen. Sein McLaren-Mercedes bohrte sich tief in die Barriere hinein. Kovalainen erlitt bei diesem Unfall nur eine Gehirnerschütterung. Eine kuriose Szene gab es noch während der Safety-Car-Phase um Rubens Barrichello, der in der Boxengasse mit Giancarlo Fisichella kollidierte und dabei seinen Frontflügel verlor. Barrichello steuerte in seinem 256. Grand Prix zunächst noch einmal die Boxengasse an, gab dann aber wenig später auf.
Für Alonso war das Heimrennen in der 34. Runde aufgrund von technischen Problemen beendet.
Räikkönen und Massa fuhren das gesamte Rennen problemlos auf den Plätzen Eins und Zwei zu Ende. Hamilton wurde Dritter. Die schnellste Rennrunde fuhr in 1:21,670 Minuten Räikkönen, welcher seinen 17. Grand Prix gewann. Für Ferrari war es der insgesamt 204. Sieg und die 206. schnellste Rennrunde in der Formel-1-Weltmeisterschaft.
In der Fahrerwertung blieb Räikkönen vorne, nun gefolgt von Hamilton und Kubica. In der Konstrukteurswertung übernahm Ferrari die Führung vor BMW Sauber und McLaren-Mercedes.

## Meldeliste
| Team                      | Nr. | Fahrer               | Chassis           | Motor                | Reifen |
| ------------------------- | --- | -------------------- | ----------------- | -------------------- | ------ |
| Scuderia Ferrari Marlboro | 01  | Kimi Räikkönen       | Ferrari F2008     | Ferrari 2.4 V8       | B      |
| Scuderia Ferrari Marlboro | 02  | Felipe Massa         | Ferrari F2008     | Ferrari 2.4 V8       | B      |
| BMW Sauber F1 Team        | 03  | Nick Heidfeld        | BMW Sauber F1.08  | BMW 2.4 V8           | B      |
| BMW Sauber F1 Team        | 04  | Robert Kubica        | BMW Sauber F1.08  | BMW 2.4 V8           | B      |
| ING Renault F1 Team       | 05  | Fernando Alonso      | Renault R28       | Renault 2.4 V8       | B      |
| ING Renault F1 Team       | 06  | Nelson Piquet jr.    | Renault R28       | Renault 2.4 V8       | B      |
| AT&T Williams             | 07  | Nico Rosberg         | Williams FW30     | Toyota 2.4 V8        | B      |
| AT&T Williams             | 08  | Kazuki Nakajima      | Williams FW30     | Toyota 2.4 V8        | B      |
| Red Bull Racing           | 09  | David Coulthard      | Red Bull RB4      | Renault 2.4 V8       | B      |
| Red Bull Racing           | 10  | Mark Webber          | Red Bull RB4      | Renault 2.4 V8       | B      |
| Panasonic Toyota Racing   | 11  | Jarno Trulli         | Toyota TF108      | Toyota 2.4 V8        | B      |
| Panasonic Toyota Racing   | 12  | Timo Glock           | Toyota TF108      | Toyota 2.4 V8        | B      |
| Scuderia Toro Rosso       | 14  | Sébastien Bourdais   | Toro Rosso STR2B  | Ferrari 2.4 V8       | B      |
| Scuderia Toro Rosso       | 15  | Sebastian Vettel     | Toro Rosso STR2B  | Ferrari 2.4 V8       | B      |
| Honda Racing F1 Team      | 16  | Jenson Button        | Honda RA108       | Honda 2.4 V8         | B      |
| Honda Racing F1 Team      | 17  | Rubens Barrichello   | Honda RA108       | Honda 2.4 V8         | B      |
| Super Aguri F1 Team       | 18  | Takuma Satō          | Super Aguri SA08  | Honda 2.4 V8         | B      |
| Super Aguri F1 Team       | 19  | Anthony Davidson     | Super Aguri SA08  | Honda 2.4 V8         | B      |
| Force India F1 Team       | 20  | Adrian Sutil         | Force India VJM01 | Ferrari 2.4 V8       | B      |
| Force India F1 Team       | 21  | Giancarlo Fisichella | Force India VJM01 | Ferrari 2.4 V8       | B      |
| Vodafone McLaren Mercedes | 22  | Lewis Hamilton       | McLaren MP4-23    | Mercedes-Benz 2.4 V8 | B      |
| Vodafone McLaren Mercedes | 23  | Heikki Kovalainen    | McLaren MP4-23    | Mercedes-Benz 2.4 V8 | B      |

Anmerkungen
1. ↑  McLaren-Mercedes fiel aufgrund einer Strafe infolge der Spionage-Affäre automatisch auf die letzte Position in der Teamrangliste

## Klassifikation

### Qualifying
| Pos. | Fahrer               | Konstrukteur        | Q1       | Q2       | Q3       | Start |
| ---- | -------------------- | ------------------- | -------- | -------- | -------- | ----- |
| 01   | Kimi Räikkönen       | Ferrari             | 1:20,701 | 1:20,784 | 1:21,813 | 01    |
| 02   | Fernando Alonso      | Renault             | 1:21,347 | 1:20,804 | 1:21,904 | 02    |
| 03   | Felipe Massa         | Ferrari             | 1:21,528 | 1:20,584 | 1:22,058 | 03    |
| 04   | Robert Kubica        | BMW Sauber          | 1:21,423 | 1:20,597 | 1:22,065 | 04    |
| 05   | Lewis Hamilton       | McLaren-Mercedes    | 1:21,366 | 1:20,825 | 1:22,096 | 05    |
| 06   | Heikki Kovalainen    | McLaren-Mercedes    | 1:21,430 | 1:20,817 | 1:22,231 | 06    |
| 07   | Mark Webber          | Red Bull-Renault    | 1:21,494 | 1:20,984 | 1:22,429 | 07    |
| 08   | Jarno Trulli         | Toyota              | 1:21,158 | 1:20,907 | 1:22,529 | 08    |
| 09   | Nick Heidfeld        | BMW Sauber          | 1:21,466 | 1:20,815 | 1:22,542 | 09    |
| 10   | Nelson Piquet jr.    | Renault             | 1:21,409 | 1:20,894 | 1:22,699 | 10    |
| 11   | Rubens Barrichello   | Honda               | 1:21,548 | 1:21,049 | –        | 11    |
| 12   | Kazuki Nakajima      | Williams-Toyota     | 1:21,690 | 1:21,117 | –        | 12    |
| 13   | Jenson Button        | Honda               | 1:21,757 | 1:21,211 | –        | 13    |
| 14   | Timo Glock           | Toyota              | 1:21,427 | 1:21,230 | –        | 14    |
| 15   | Nico Rosberg         | Williams-Toyota     | 1:21,472 | 1:21,349 | –        | 15    |
| 16   | Sébastien Bourdais   | Toro Rosso-Ferrari  | 1:21,540 | 1:21,724 | –        | 16    |
| 17   | David Coulthard      | Red Bull-Renault    | 1:21,810 | –        | –        | 17    |
| 18   | Sebastian Vettel     | Toro Rosso-Ferrari  | 1:22,108 | –        | –        | 18    |
| 19   | Giancarlo Fisichella | Force India-Ferrari | 1:22,516 | –        | –        | 19    |
| 20   | Adrian Sutil         | Force India-Ferrari | 1:23,224 | –        | –        | 20    |
| 21   | Anthony Davidson     | Super Aguri-Honda   | 1:23,318 | –        | –        | 21    |
| 22   | Takuma Satō          | Super Aguri-Honda   | 1:23,496 | –        | –        | 22    |

### Rennen
| Pos. | Fahrer               | Konstrukteur        | Runden | Stopps | Zeit        | Start | Schnellste Runde |
| ---- | -------------------- | ------------------- | ------ | ------ | ----------- | ----- | ---------------- |
| 01   | Kimi Räikkönen       | Ferrari             | 66     | 2      | 1:38:19,501 | 01    | 1:21,670 (46.)   |
| 02   | Felipe Massa         | Ferrari             | 66     | 2      | + 3,228     | 03    | 1:21,801 (45.)   |
| 03   | Lewis Hamilton       | McLaren-Mercedes    | 66     | 2      | + 4,187     | 05    | 1:22,017 (20.)   |
| 04   | Robert Kubica        | BMW Sauber          | 66     | 2      | + 5,694     | 04    | 1:22,106 (20.)   |
| 05   | Mark Webber          | Red Bull-Renault    | 66     | 2      | + 35,938    | 07    | 1:22,564 (19.)   |
| 06   | Jenson Button        | Honda               | 66     | 2      | + 53,010    | 13    | 1:22,353 (66.)   |
| 07   | Kazuki Nakajima      | Williams-Toyota     | 66     | 2      | + 58,244    | 12    | 1:23,549 (48.)   |
| 08   | Jarno Trulli         | Toyota              | 66     | 3      | + 59,435    | 08    | 1:22,758 (45.)   |
| 09   | Nick Heidfeld        | BMW Sauber          | 66     | 3      | + 1:03,073  | 09    | 1:22,519 (21.)   |
| 10   | Giancarlo Fisichella | Force India-Ferrari | 65     | 2      | + 1 Runde   | 19    | 1:23,439 (40.)   |
| 11   | Timo Glock           | Toyota              | 65     | 3      | + 1 Runde   | 14    | 1:23,007 (57.)   |
| 12   | David Coulthard      | Red Bull-Renault    | 65     | 3      | + 1 Runde   | 17    | 1:22,842 (57.)   |
| 13   | Takuma Satō          | Super Aguri-Honda   | 65     | 2      | + 1 Runde   | 22    | 1:24,617 (34.)   |
| –    | Nico Rosberg         | Williams-Toyota     | 41     | 1      | DNF         | 15    | 1:23,319 (20.)   |
| –    | Fernando Alonso      | Renault             | 34     | 1      | DNF         | 02    | 1:22,683 (15.)   |
| –    | Rubens Barrichello   | Honda               | 34     | 2      | DNF         | 11    | 1:23,858 (21.)   |
| –    | Heikki Kovalainen    | McLaren-Mercedes    | 21     | 0      | DNF         | 06    | 1:22,453 (19.)   |
| –    | Anthony Davidson     | Super Aguri Honda   | 8      | 0      | DNF         | 21    | 1:26,864 (06.)   |
| –    | Sébastien Bourdais   | Toro Rosso-Ferrari  | 7      | 0      | DNF         | 16    | 1:25,999 (06.)   |
| –    | Nelson Piquet jr.    | Renault             | 6      | 0      | DNF         | 10    | 1:25,444 (06.)   |
| –    | Adrian Sutil         | Force India-Ferrari | 0      | 0      | DNF         | 20    | –                |
| –    | Sebastian Vettel     | Toro Rosso-Ferrari  | 0      | 0      | DNF         | 18    | –                |

## WM-Stände nach dem Rennen
Die ersten acht des Rennens bekamen 10, 8, 6, 5, 4, 3, 2 bzw. 1 Punkt(e).

### Fahrerwertung
| Pos. | Fahrer            | Konstrukteur     | Punkte |
| ---- | ----------------- | ---------------- | ------ |
| 01   | Kimi Räikkönen    | Ferrari          | 29     |
| 02   | Lewis Hamilton    | McLaren-Mercedes | 20     |
| 03   | Robert Kubica     | BMW Sauber       | 19     |
| 04   | Felipe Massa      | Ferrari          | 18     |
| 05   | Nick Heidfeld     | BMW Sauber       | 16     |
| 06   | Heikki Kovalainen | McLaren-Mercedes | 14     |
| 07   | Jarno Trulli      | Toyota           | 9      |
| 08   | Mark Webber       | Red Bull-Renault | 8      |
| 09   | Nico Rosberg      | Williams-Toyota  | 7      |
| 10   | Fernando Alonso   | Renault          | 6      |
| 11   | Kazuki Nakajima   | Williams-Toyota  | 5      |

| Pos. | Fahrer               | Konstrukteur        | Punkte |
| ---- | -------------------- | ------------------- | ------ |
| 12   | Jenson Button        | Honda               | 3      |
| 13   | Sébastien Bourdais   | Toro Rosso-Ferrari  | 2      |
| 14   | David Coulthard      | Red Bull-Renault    | 0      |
| 15   | Timo Glock           | Toyota              | 0      |
| 16   | Rubens Barrichello   | Honda               | 0      |
| 17   | Nelson Piquet jr.    | Renault             | 0      |
| 18   | Giancarlo Fisichella | Force India-Ferrari | 0      |
| 19   | Takuma Satō          | Super Aguri-Honda   | 0      |
| 20   | Anthony Davidson     | Super Aguri-Honda   | 0      |
| 21   | Adrian Sutil         | Force India-Ferrari | 0      |
| –    | Sebastian Vettel     | Toro Rosso-Ferrari  | 0      |

### Konstrukteurswertung
| Pos. | Konstrukteur     | Punkte |
| ---- | ---------------- | ------ |
| 01   | Ferrari          | 47     |
| 02   | BMW Sauber       | 35     |
| 03   | McLaren-Mercedes | 34     |
| 04   | Williams-Toyota  | 12     |
| 05   | Toyota           | 9      |
| 06   | Red Bull-Renault | 8      |

| Pos. | Konstrukteur        | Punkte |
| ---- | ------------------- | ------ |
| 07   | Renault             | 6      |
| 08   | Honda               | 3      |
| 09   | Toro Rosso-Ferrari  | 2      |
| 10   | Force India-Ferrari | 0      |
| 11   | Super Aguri-Honda   | 0      |